# معهد تعليم الجيش اللبناني
معهد تعليم الجيش اللبناني يعد معهد التعليم مركزًا تابعًا  للقوات المسلحة اللبنانية تم إنشائه في تاريخ 7 آب 1961 ككلية تعليمية في شمال لبنان. وقد تم إعادة هيكلته وبنائه وتنظيمه عدة مرات طوال سنوات الحرب الأهلية التي شهدها لبنان، وكان أبرز تعديل قد أجري في العام 2000.

## الخلفية التاريخية
تأسس المعهد في تاريخ 7 آب 1961، وأصبح وحدة مستقلة اعتبارًا تاريخ 1 أيلول 1967. ويعد الهيكل التنظيمي الحالي نتيجة لعدد من التغييرات التي جرب عبر السنين وحتى العام 2000 كالتالي:
·     وحدة قانون المدرسة ووحدة الخدمة.
·     كتيبة الدفاع.
·     الكتيبة اللوجستية.
·     مدرسة ضباط الصف.
·     مدرسة المشاة.
·     مجموعة المدارس المتخصصة.

## الرسالة
إنّ رسالة معهد التعليم هي تزويد ضباط الصف والعساكر المجندين بجميع مراحل التدريب العسكري وفقًا للمدارس التابعة.

## المدارس

### مدرسة ضباط الصف
تأسست المدرسة في شهر أيار من العام 1967، ومقرها في قاعدة محمد مكي العسكرية. وتتمثل رسالة المدرسة بتدريب المرشحين لمدة ثلاث سنوات من أجل الحصول على ترقية إلى رتبة رقيب.
متطلبات القبول:
·     يجب أن يكون المرشح لبنانيًا وحاملاً للجنسية اللبنانية لأكثر من عشر سنوات.
·     أن لا يكون مدانًا بأي جريمة أو محاولة ارتكاب جريمة، أو أن يكون قد حكم عليه بالسجن لأكثر من ستة أشهر.
·     يجب أن يكون شخصًا سويًا غير مدمن على الكحول أو المخدرات أو المقامرة.
·     لا يجوز أن يكون قد حرم بسبب الغش في أي من امتحانات القبول الخاضعة لتعليمات وزارة الدفاع الوطنية.
·     يجب أن يكون حاصلاً على شهادة الثانوية العامة (الصف التاسع) أو ما يعادلها.
·     يجب أن يكون عازبًا أو أرملًا دون أطفال أو مطلقًا دون أطفال، بالإضافة إلى المتطلبات المذكورة أعلاه.

### مدرسة المشاة
تأسست المدرسة في 7 آب من العام 1961 ومقرها في قاعدة محمد مكي العسكرية. وتتمثل مهمتها في تدريب المجندين وجميع الجنود من أجل الحصول على أي رتبة.

### مجموعة المدارس المتخصصة
تأسست المدرسة في 24 كانون الأول من العام 1983 ومقرها في قاعدة محمد مكي العسكرية. وتتمثل مهمتها في تدريب التخصصات التابعة بالإضافة إلى محاضرات القسم النوعي داخل جميع المكاتب. وتشمل المدارس المتخصصة ما يلي:
·     مدرسة الإدارة.
·     مدرسة المواصلات.
·     مدرسة الإشارة.
·     مدرسة الدروع.
·     مدرسة المدفعية.
·     مدرسة الهندسة.

## كتائب الدعم
بالإضافة إلى المدارس، يوجد في المعهد كتيبة لوجستية خاصة بها تأسست في 7 آب1961 وهي مسؤولة عن تزويد المدارس باللوجستيات والاحتياجات الأساسية الأخرى. بالإضافة إلى ذلك، يوجد للمعهد كتيبة دفاع خاصة به تأسست في نفس التاريخ، وهي مسؤولة عن حماية المعهد والدفاع عنه.